# Slaget vid Midway
Slaget vid Midway var ett slag under andra världskriget och utkämpades den 4-7 juni 1942. Endast en månad efter slaget om Korallhavet slog den amerikanska flottan tillbaka en japansk attack mot Midwayatollen, vilket kom att bli en vändpunkt för andra världskriget i Stilla havet.
Den japanska attacken mot Midway innehöll även en avledningsmanöver mot Alaska med en mindre flotta för att locka den amerikanska flottan i en fälla. Japanerna hoppades att kunna hämnas den amerikanska attacken på de japanska huvudöarna två månader tidigare (Doolittleräden), täppa till hålet i sin östra försvarslinje som skapades av det av amerikanerna kontrollerade Midway, förgöra den amerikanska Stillahavsflottan och möjligtvis också kunna inta Hawaii. Hade japanerna lyckats med sina mål med Midway hade de fått herraväldet i Stilla Havet, då resten av den amerikanska flottan var stationerad på andra sidan jordklotet, i norra Atlanten. Liksom japanernas attack mot Pearl Harbor var detta slag inte ämnat för att kunna inta det amerikanska fastlandet utan frånta USA dess strategiska makt i Stilla Havet och för ett japanskt herravälde i hela Stillahavsregionen.

## Innan slaget
Midway i sig var inget viktigt mål för japanerna. De var mer intresserade av att ta Nya Kaledonien, Samoaöarna och Fiji för att på detta sätt isolera Australien och också utöka sitt territorium i sydöstra Stilla Havet. Men Midway var det fäste som amerikanerna hade som låg närmast Japan och därmed också starkt befäst.

### Planen
Amiral Isoroku Yamamotos anfallsplan var komplicerad. Som de flesta av japanska flottans strategiska doktriner, var den utformad att locka stora delar av den amerikanska flottan till att äventyra sin situation. Yamamotos huvudstyrka av slagskepp och kryssare följde efter hans hangarfartyg och de skulle slå ut de skepp, som amerikanerna skickade till Midways undsättning. Genomförandet skyndades på för att svara på Doolittleräden, som genomfördes av amerikanska arméns North American B-25 Mitchell som startade från hangarfartyg och bombade Tokyo, en kraftig chock för japanerna, som visade att den japanska militären inte kunde förhindra attacker mot det japanska fastlandet. Yamamotos plan var baserad på att Enterprise och Hornet var de enda hangarfartygen, som vid denna tid fanns tillgängliga för de amerikanska Stillahavsstyrkona. Detta sedan japanerna bara en månad tidigare sänkt Lexington och allvarligt skadat Yorktown i slaget om Korallhavet. Dessutom var Saratoga på varv på den amerikanska västkusten för reparationer efter en torpedträff.

### Den amerikanska upprustningen på Midway
I maj 1941 togs Midways flygfält i bruk och de stationerade följande flygstyrka där:
Amerikanska flottan
- 14 Consolidated Catalina sjöflygplan
- 2 Catalinor som evakuerats från Nederländska Antillerna

Amerikanska flygvapnet
- 4 Martin B-26 Marauder bombplan
- 17 Boeing B-17 Flying Fortress tunga bombplan

Amerikanska marinkåren
- 19 Douglas SBD Dauntless störtbombare
- 17 SB2U Vindicator störtbombare
- 21 Brewster Buffalo jaktflygplan
- 7 Grumman F4F Wildcat jaktflygplan

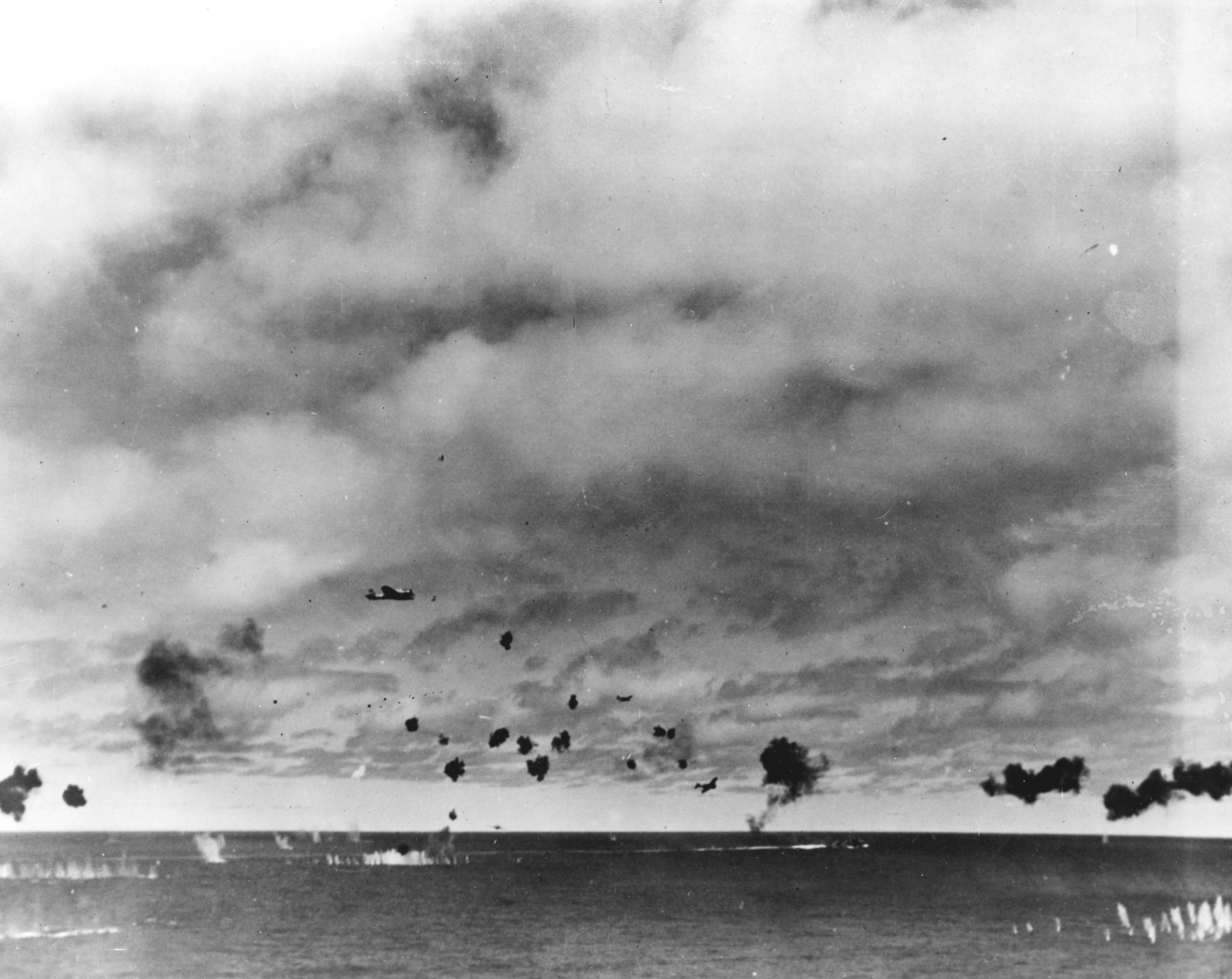
Japanska torpedflygplan Nakajima B5N under flyganfall på USS Yorktown.

## Amerikanska underrättelsetjänsten

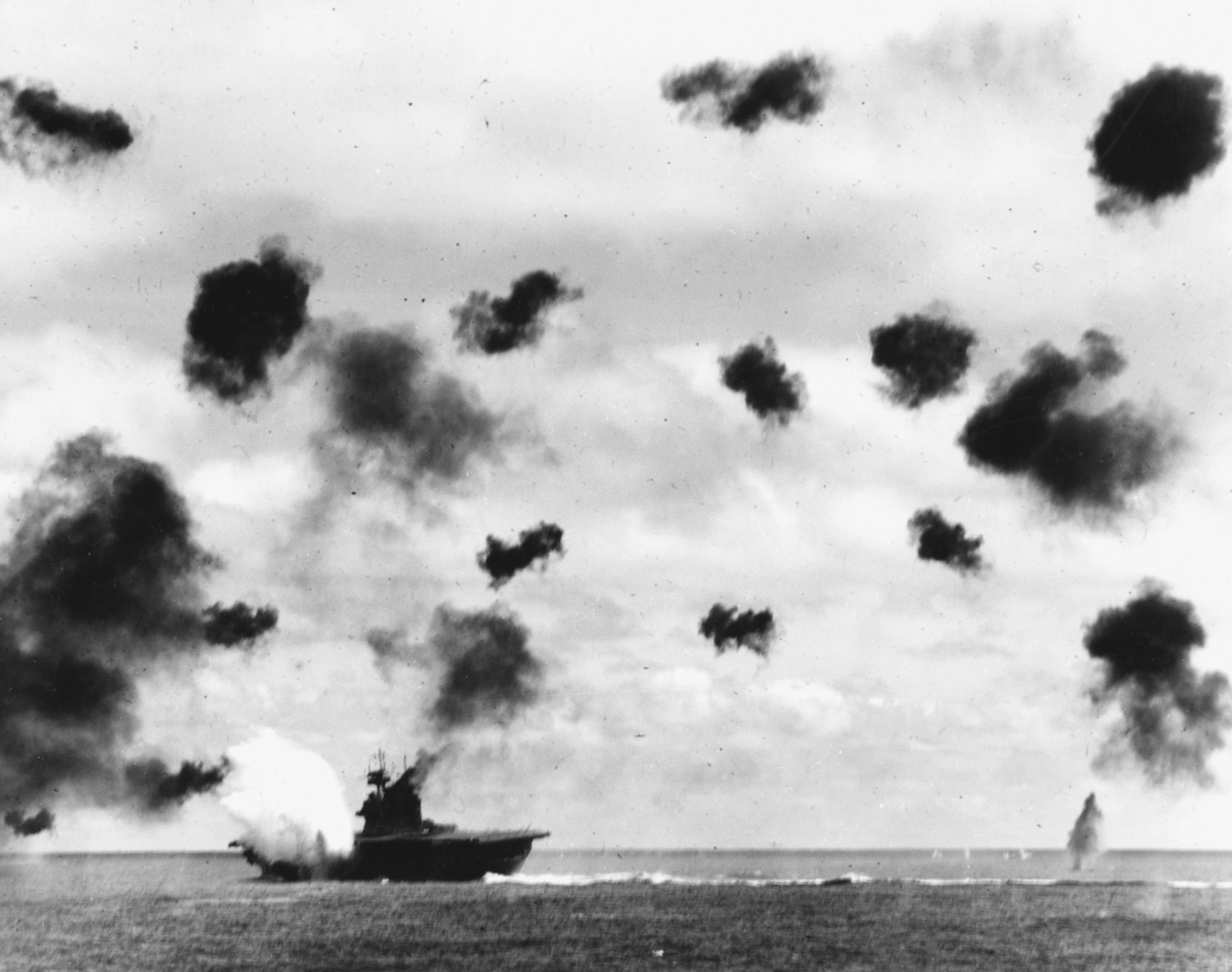
USS Yorktown träffas.

Den amerikanska signalspaningen hade tillsammans med den brittiska och nederländska, lyckats knäcka den japanska flottans kryptografiska huvudsystem, koden JN-25 (en krypteringskod) - så att man sedan en tid delvis kunde avlyssna den japanska kommunikationen. Koden hade ändrats till JN-25c den 28 maj 1942 (den fjärde kodboken i JN-25-serien, föregången av JN-25, JN-25a och JN-25b). I maj visste amerikanerna - genom avlyssnad och forcerad radiotrafik i den gamla versionen av koden (JN-25b) - att japanerna förberedde en offensiv, som skulle äga rum i början av juni och de hoppades, att man skulle kunna lägga sig i bakhåll för dem. Men den nya koden var dåligt uttydd, eftersom den bara använts sedan slutet av maj 1942. Man hade fått fram att punkten AF (en "kod i koden" ur ett separat system där geografiska platser givits två- och treställiga bokstavsbeteckningar, som sedan krypterades med bl.a. JN-25) var tydligen huvudmålet för anfallet, men man visste inte var AF låg någonstans. Vissa var övertygade om att det var Midway, medan andra (i huvudsak OP-20-G i Washington) menade, att det var Aleutiska öarna utanför Alaska. Ett klurigt förslag från en ung officer vid namn Jasper Holmes hjälpte till att avslöja den japanska planen. Han bad befälhavaren på Midway att via radio kontakta Pearl Harbor och med hjälp av ett komprometterat krypto rapportera, att dricksvattnet började ta slut, eftersom vattenverket hade gått sönder. Ett meddelande som snart uppsnappades noterade, att AF hade problem med dricksvatten och att de skulle planera därefter. Man lyckades med denna krigslist identifiera punkt AF.
Det gick långsamt att dekryptera informationen från JN-25c och det var inte förrän i sista minuten som Chester Nimitz, befälhavare för Stilla havet (CINCPAC), hade tillräckligt med information för att kunna organisera bakhållet för anfallet mot Midway. Han hade tillgång till viceamiral William Halseys hangarstyrka - Task Force 16 - bestående av två hangarfartyg, som för tillfället stod under befäl av konteramiral Raymond A. Spruance då Halsey var drabbad av en hudsjukdom.
Nimitz hade även kallat tillbaka konteramiral Frank J. Fletcher och hans hangarstyrka från sydvästra Stilla Havet. Yorktown (CV-5) hade skadats allvarligt i slaget om Korallhavet men arbetarna vid varvet i Pearl Harbor jobbade dygnet runt för att få henne i stridsdugligt skick igen. På 72 timmar gick hon från att tillbringa en lång tid på varv till ett fungerade om ändå inte helt reparerat hangarfartyg. Flygdäcket var lagat, hela sektioner av skott var utbytta och en ny flygstyrka hade baserats på henne. Nimitz påskyndade reparationerna för att få sitt tredje hangarfartyg i stridsdugligt skick. Efter endast tre dagar i en torrdocka seglade hon åter och reparerades under färden mot Midway. Hon blev konteramiral Fletchers flaggskepp i Task Force 17.
Efter sitt deltagande i slaget om Korallhavet hade det japanska hangarfartyget Zuikaku gått på varv i Chuuk på Karolinöarna och väntade dessutom på ersättning för de flygplan som förlorats. Shokaku var endast lätt skadat men väntade också på reparationer. Yamamotos brådska placerade spaningsubåtar på fel ställen, orsakade otillräckligt med tid för reparationer på Shokaku. Han placerade hangarfartygen i frontlinjen och slagskeppen på behörigt avstånd för att slå till, när slaget var avgjort (detta var typiskt förfarande på den tiden). Nimitz gick inte mot Aleuterna, som Yamamoto hade hoppats och Nagumos spaning gav ofullständiga uppgifter om de amerikanska flottstyrkorna. Han fick bland annat inte reda på Yorktowns närvaro, förrän det var för sent. Yamamoto, vid tillfället till sjöss ombord på Yamato, skulle ändå inte kunna varna honom av rädsla att bryta radiotystnaden. Nimitz däremot visste hela tiden vart Nagumo var på väg och höll Fletcher informerad från sitt högkvarter på Pearl Harbor.

## Slaget

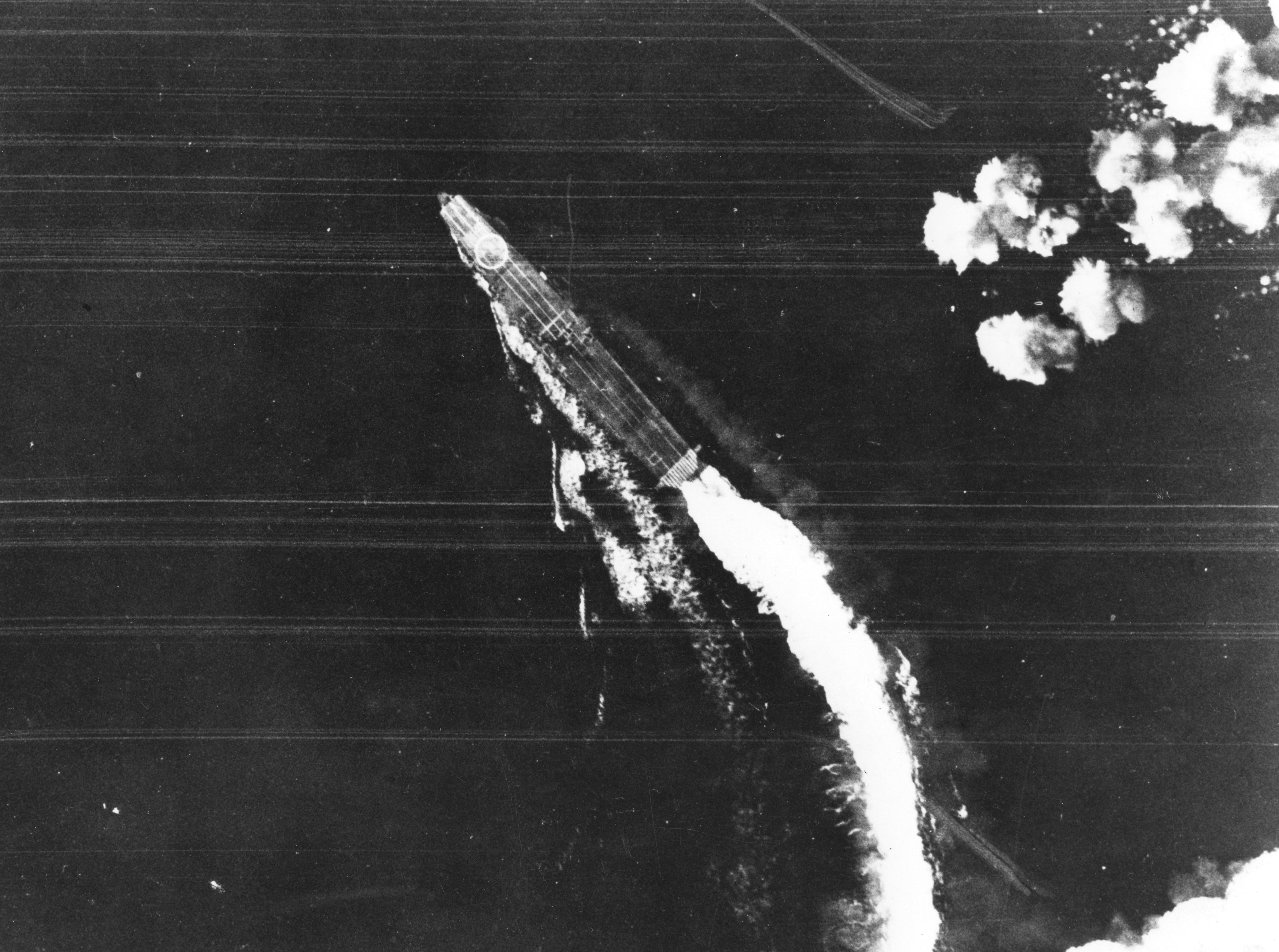
Hiryu anfalls av B-17-bomplan.

Viceamiral Chuichi Nagumo startade det inledande luftattackerna mot Midway i gryningen den 4 juni. Det japanska flyget bombade och förstörde stora delar av amerikanernas bas. De amerikanska långdistansbombplanen, som var stationerade på Midway, gjorde flera anfall mot japanerna med bland andra B-17 plan, men de lyckades inte träffa ett enda fartyg. De Midwaybaserade jaktpiloterna gjorde en stor insats i att försvara basen, trots att de flög i omoderna Brewster F2A plan. Anfallstyrkans ledare rapporterade till Nagumo, att ytterligare en anfallsvåg behövdes för att neutralisera fienden, innan japanerna kunde landsätta sina trupper på Midway. En stor del av flygvapnet på Midway hade redan varit i luften när japanerna kom fram och kunde inte slås ut på marken som japanerna hoppats.
Under tiden som de japanska planen tankades och försågs med nya bomber meddelade ett japanskt spaningsplan att minst ett amerikanskt hangarfartyg siktats i nordost. Amiral Nagumo beslöt då att anfalla detta (han visste inte att det var tre) och inte attackera Midway en andra gång, för tillfället. Det tog en dryg timma för japanerna att nu byta sprängbomber (ägnade åt Midway), till torpeder att anfalla det amerikanska hangarfartyget med. Brådskan gjorde att normala säkerhetsrutiner sattes ur spel och bomberna som tagits bort togs inte till sina förråd utan var kvar på de olika däcken. Ett dussin amerikanska störtbombare kunde därefter få in 2-3 träffar på tre japanska hangarfartyg (medan japanska jaktflyget var på låg höjd och bekämpade amerikanska torpedplan). De exploderade, våldsamma bränder uppstod och de övergavs. Dagen efter sänktes det fjärde och sista i slagstyrkan.

## Efterspelet
Förlusten av fyra hangarfartyg och med endast Zuikaku och Shokaku kvar så stoppades den japanska expansionen i Stilla Havet och Japan fick gå på defensiven. Den japanska flottan förlorade flera av sina hangarfartyg och med dem många erfarna piloter, vilket japanerna aldrig återhämtade sig ifrån.

## Inverkan på kriget
Slaget vid Midway var på många sätt en vändpunkt för västmakterna i andra världskrigets Stilla havsområde. I och med att Japans framryckningar hade stoppats, så var den omedelbara faran borta från USA:s västkust.

## Upptäckter
Den 19 maj 1998 lyckades Robert Ballard och hans team av forskare och Midwayveteraner (även japaner deltog) hitta och fotografera vraket efter Yorktown, det amerikanska hangarfartyg som sänktes under slaget. Fartyget var förvånansvärt intakt efter att ha legat på havets botten sedan 1942. Mycket av utrustningen och målarfärgen var fortfarande synlig.